# 5 de 6
El 5 de 6 és un castell de 6 pisos d'alçada i 5 persones per pis. S'estructura de manera composta, amb un tres i una torre (o dos) que s'agafa a la rengla del tres, sobre el que es troben dues parelles de dosos i dos aixecadors. L'enxaneta en canvi és únic i ha de traspassar els dos poms de dalt de manera consecutiva amb dues aletes (primer es carrega el tres i després la torre). El castell només es considera carregat si l'enxaneta ha fet l'aleta a la torre. És considerat un castell de la gamma alta de 6 juntament amb el 4 de 6 amb l'agulla, el 3 de 6 amb l'agulla, el 2 de 6, el 3 de 6 aixecat per sota i el 9 de 6.

## Variants

### Amb l'agulla
El 5 de 6 amb l'agulla és un castell de 6 pisos d'alçada d'estructura composta format per una estructura de tres amb agulla i una de cinc. El tronc té 5 persones per pis a l'estructura del cinc i un pilar de 4 al mig de l'estructura del tres i, en descarregar-se deixa al descobert el pilar.
Actualment l'han descarregat 23 colles castelleres.
| Colla                            | Descarregats | Carregats | Intents   | Intents desmuntats |
| -------------------------------- | ------------ | --------- | --------- | ------------------ |
| Bordegassos de Vilanova          | 2            | 0         | 0         | 0                  |
| Castellers d'Altafulla           | 1            | 0         | 0         | 0                  |
| Castellers de Castelldefels      | 1            | 0         | 0         | 0                  |
| Castellers de les Roquetes       | 1            | 0         | 0         | 0                  |
| Castellers de Mediona            | 2            | 0         | 0         | 0                  |
| Castellers de Sarrià             | 1            | 0         | 0         | 0                  |
| Castellers de Viladecans         | 2            | 0         | 0         | 0                  |
| Castellers del Foix de Cubelles  | 1            | 0         | 0         | 0                  |
| Castellers del Prat de Llobregat | 1            | 0         | 0         | 0                  |
| Castellers del Riberal           | 1            | 0         | 0         | 0                  |
| Colla Castellera de Figueres     | 3            | 0         | 0         | 0                  |
| Ganàpies de la UAB               | 2            | 0         | 0         | 0                  |
| Los Xics Caleros                 | 1            | 0         | 0         | 0                  |
| Margeners de Guissona            | 1            | 0         | 0         | 0                  |
| Matossers de Molins de Rei       | 4            | 0         | 0         | 1                  |
| Minyons de l'Arboç               | 8            | 0         | 0         | 2                  |
| Nois de la Torre                 | 2            | 0         | 0         | 0                  |
| Tirallongues de Manresa          | 1            | 0         | 0         | 0                  |
| Vailets de Gelida                | 1            | 0         | 0         | 0                  |
| Xerrics d'Olot                   | 1            | 0         | 0         | 0                  |
| Xiquets d'Alcover                | 1            | 0         | 0         | 0                  |
| Xiquets de Vila-seca             | 1            | 0         | 0         | 0                  |
| Xiquets del Serrallo             | 1            | 0         | 0         | 0                  |
| Total castells: 44               | 41 (93,18%)  | 0 (0,00%) | 0 (0,00%) | 3 (6,82%)          |

### Net
El 5 de 6 net és un castell que té la mateixa estructura i alçada que el 5 de 6, però amb la diferència que es fa sense el suport de la pinya als baixos i els segons. Així, mentre els castellers de tronc van pujant, els castellers de pinya volten el castell amb els braços enlaire però sense agafar, preparats per subjectar-los si fos necessari en qualsevol moment.
Com la resta de castells sense pinya, es tracta d'un castell que no se sol veure a les places, ja que les colles el fan a l'assaig com a prova per preparar el mateix castell amb un pis superior, el 5 de 7.